# Filippo Baudone Roero
Filippo Baudone Roero (Asti, ... – Asti, 1469) è stato un vescovo cattolico italiano.
È stato vescovo di Asti dal 2 ottobre 1447 al 1469.

## Biografia
Filippo Baudone apparteneva ai Roero, o "Rotari" una delle maggiori famiglie della nobiltà appartenente alle casane astigiane. Entrò nell'Ordine dei Frati Predicatori
Durante il suo episcopato, il vescovo volle accentuare l'autonomia dell'opera "ospetaliera" dai conventi e i monasteri.
Con un decreto del 1455, unì alcuni ospedali presenti in città (della Scala, Sant'Evasio, San Lazzaro, Santa Maria Nuova, Santa Caterina, Sant'Alberto e SS. Apostoli) nell'unico ospedale di Santa Marta.
Rimasero autonomi l'ospedale di San Giuliano, San Maurizio, San Pietro in Consavia e Sant'Antonio oltre a quello dei SS. Apostoli a cui il proprio abate si oppose al decreto di congiunzione.